# Pixies (мініальбом)
Pixies — другий мініальбом американського гурту Pixies, який вийшов 9 липня 2002 року.

## Композиції
1. Broken Face — 1:23
2. Build High — 1:41
3. Rock A My Soul — 1:40
4. Down To The Well — 2:36
5. Break My Body — 2:00
6. I'm Amazed — 1:40
7. Here Comes Your Man — 2:50
8. Subbacultcha — 2:52
9. In Heaven — 1:43